# Bandeira de Fernando de Noronha
A bandeira de Fernando de Noronha é um dos símbolos oficias do distrito estadual de Fernando de Noronha, ex território federal brasileiro.

## História
A bandeira e o brasão foram criados no ano de 1982 pelo heraldista da FAB Ten. Cel. Av. Jorge Longuinho.

## Descrição vexilológica
A bandeira de Fernando de Noronha é formada por um retângulo azul celeste o qual é sobreposto por um losango branco onde repousa o brasão de armas distrital. Este brasão, por sua vez, assim é descrito:

“Escudo português em campo de goles azul turqueza, onde se sobrepõe a coroa real e insígnias de seus antecessores (os cinco escudos em campo branco, sobrepostos ao campo vermelho, com os castelos de ouro). O perfil da grande pedra, marco da Ilha de Fernando de Noronha, seu esmalte prateado, reflexos e sombra. Acompanha sua base um monte baixo de verde, que é da vegetação natural. Ornamentando o brasão, dois golfinhos de prata e suas sombras naturais. No contra-chefe ondado de três ondas de prata e três de verde-bandeira intercaladas, circunda a ilha em toda sua cor de esmeralda e alimento do seu fruto generoso; contornando o escudo, uma cótica de ouro, como símbolo de uma riqueza emergente. E, lançando sobre a ilha toda o brilho de luz, esperança e vida, acompanhado da inscrição FERNANDI NORONHAE. O escudo é cingido por dois ramos verdes, representando a riqueza agrícola do arquipélago. Sobre a parte superior do Escudo, que é orlado, carregado de amarelo, pousa a coroa mural, de ouro. Compõe-se de muralhas com ameias em forma de castelos e simboliza a força da resistência. E sobre uma fita de prata, por baixo do escudo, inscrevem-se datas históricas”— Ten. Cel. Av. Jorge Longuinho Texto descritivo do Ministério da Aeronáutica. (em português)
Embora o brasão oficial tenha uma fita branca (de prata) com as datas históricas, é possível encontrar versões incorretas da bandeira com o listel em vermelho. A bandeira tem as mesmas proporções da bandeira nacional (7:10).